# Visvaldis Melderis
Visvaldis Melderis (ur. 19 stycznia 1915 w Mitawie, ob. Jełgawa, zm. 14 lipca 1944 w Opoczce) – łotewski koszykarz występujący na pozycji środkowego, olimpijczyk, mistrz Europy z 1935, piłkarz, miotacz.
Występował w klubie ASK Ryga.
W 1937 uplasował się na szóstym miejscu w mistrzostwach Europy, dwa lata później w 1939 ponownie sięgnął po srebrny medal mistrzostw kontynentu. Był w kadrze na turniej w 1935 (złoty medal), jednak prawdopodobnie nie zagrał w żadnym meczu. W kadrze narodowej rozegrał 35 spotkań. Mistrz Łotwy w 1939 i 1940 roku, w czasach okupacji mistrz w 1941.
Uczestnik igrzysk olimpijskich w Berlinie (1936). W pierwszej rundzie Łotysze pokonali Urugwajczyków (20–17), jednak w drugiej ponieśli porażkę z Kanadyjczykami (23–34). W pojedynku repasażowym przegrali z Polakami 23–28 i odpadli z turnieju, zajmując w nim 15. miejsce (ex aequo z trzema ekipami, które także odpadły w tej części turnieju). W meczu z Kanadą zdobył sześć punktów (drugi wynik w zespole).
Uprawiał również piłkę nożną, ponadto był medalistą mistrzostw kraju w pchnięciu kulą.
Ukończył gimnazjum nr 2 w Jełgawie. Był członkiem Legionu Łotewskiego, zginął po ataku wojsk sowieckich w lipcu 1944.